# دی‌ان‌ای ریبوزومی

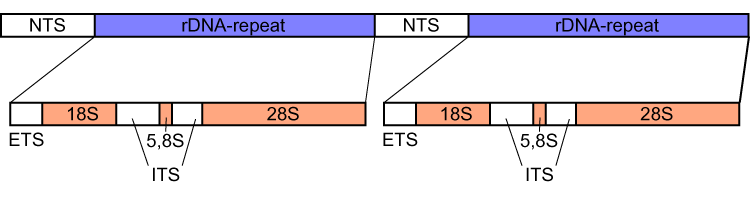
بخش ژنی rDNA یوکاریوتی شامل مسیرهای 18S، 5.8S و 28S است و یک خوشه تکراری پشت سر هم را تشکیل می‌دهد. 5S rDNA به‌طور جداگانه کدگذاری شده است. NTS، فاصله‌گذار رونویسی‌نشده، ETS، فاصله‌گذار رونویسی‌شده بیرونی، ITS، فاصله‌گذار رونویسی‌شده درونی ۱ و ۲، شماره‌گذاری‌شده از انتهای ۵'.

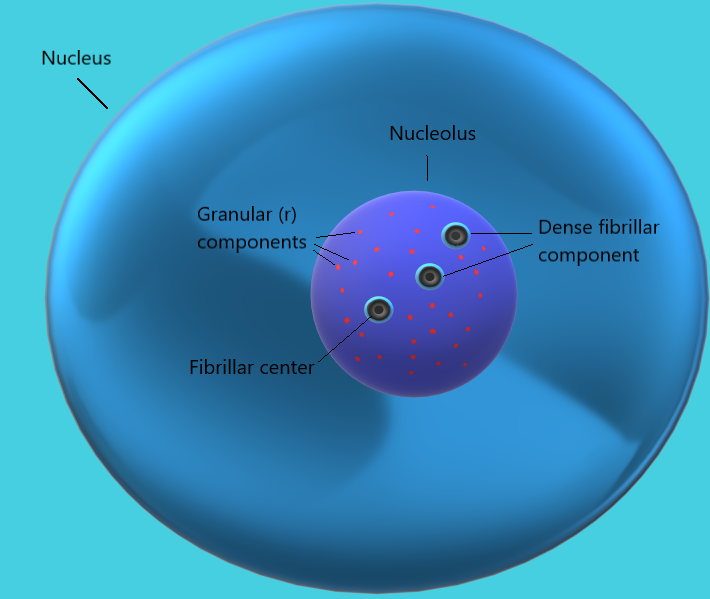
هسته با اجزای pre-rRNA به نام اینترون و اگزون

دی‌ان‌ای ریبوزومی (به انگلیسی: Ribosomal DNA (rDNA)) یک توالی دی‌ان‌ای است که آران‌ای ریبوزومی را کد می‌کند. این توالی‌ها آغاز و تقویت رونویسی را تنظیم می‌کنند و شامل بخش‌های فاصله‌گذار رونویسی‌شده و غیررونویسی می‌شوند.
در ژنوم انسان، ۵ کروموزوم با نواحی سازمان‌دهنده هسته وجود دارد: کروموزوم‌های آکروسانتریک 13 (RNR1)، 14 (RNR2)، 15 (RNR3)، 21 (RNR4) و 22 (RNR5). ژن‌هایی که مسئول کدگذاری زیرواحدهای مختلف rRNA هستند، در چندین کروموزوم در انسان قرار دارند. اما ژن‌هایی که برای rRNA رمزگذاری می‌کنند، در سراسر حوزه‌ها بسیار محافظت می‌شوند، و تنها تعداد کپی ژن‌ها در هر گونه دارای تعداد متفاوتی هستند. در باکتری‌ها، آرکی‌ها و کلروپلاست‌ها، rRNA از واحدهای مختلف (کوچک‌تر) تشکیل شده است، آران‌ای ریبوزومی بزرگ (23S)، آران‌ای ریبوزومی ۱۶اس و 5S rRNA. 16S rRNA به‌طور گسترده برای مطالعات تبارزایی ژنتیکی استفاده می‌شود.